# Antonio Mordini
Antonio Mordini (Barga, 31 maggio 1819 – Montecatini, 14 luglio 1902) è stato un patriota e politico italiano, membro del Parlamento del Regno d'Italia.
Fu Ministro dei lavori pubblici del Regno d'Italia nel Governo Menabrea III.

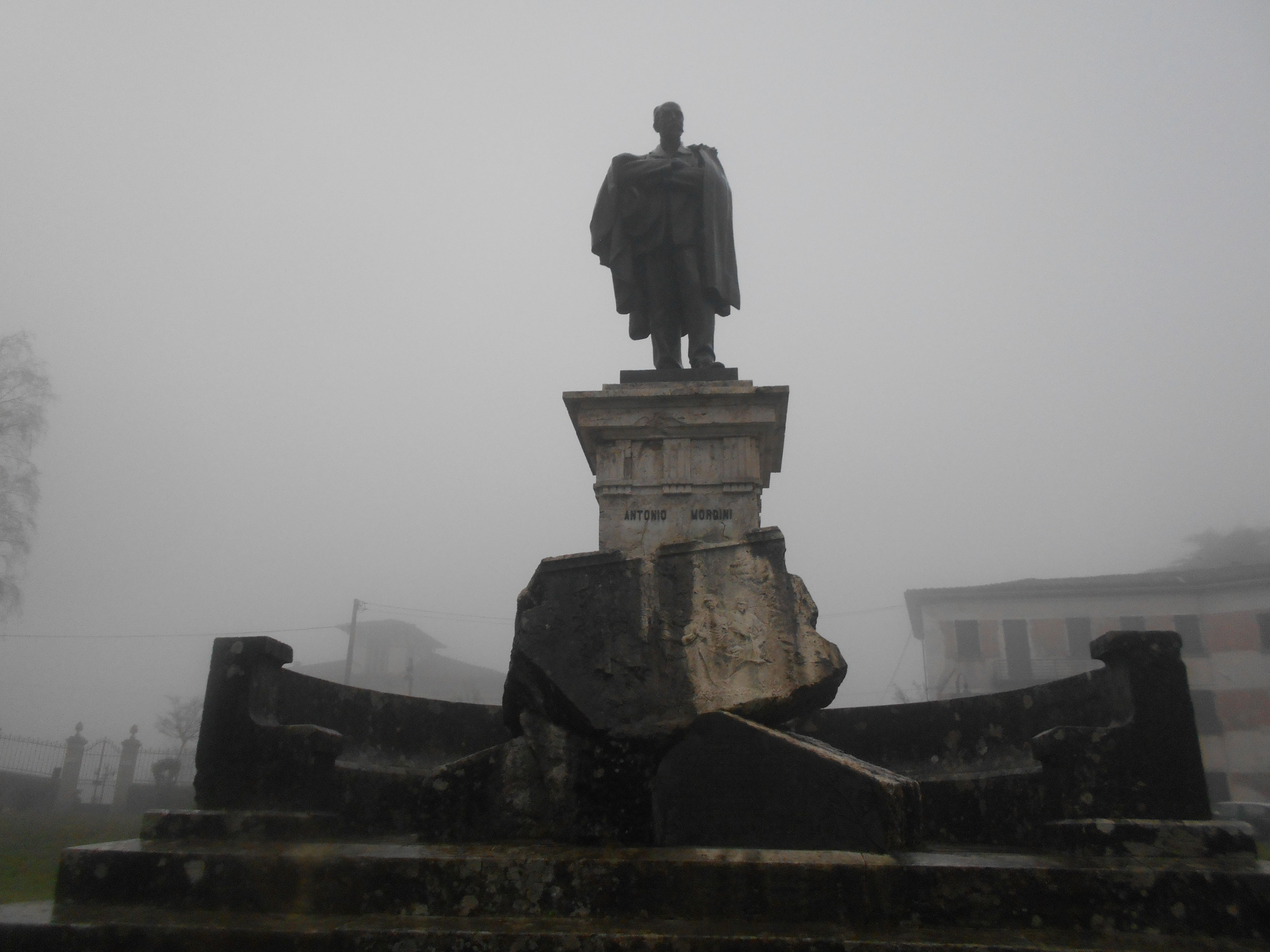
Monumento a Antonio Mordini a Barga

## Biografia
Discendente della nobile Famiglia Mordini, si laureò alla facoltà di giurisprudenza dell’Università di Pisa. Accostatosi alle idee democratiche e repubblicane, si trasferì a Firenze. Nel 1847, quando venne istituita la guardia civica, entrò a farne parte e fu eletto capitano. Combatté l'anno dopo nella prima guerra d'indipendenza contro l'Austria, come capitano nei Cacciatori del Reno e prese parte attiva alla difesa della laguna di Venezia. Andò alla ribalta nell'ottobre 1848 per essersi schierato tra gli oppositori di sinistra alla politica governativa di Daniele Manin.
Tornato a Firenze, diede espressione, in quegli anni, ai repubblicani che sollecitavano l'unione della Toscana con la Repubblica Romana e criticavano le cautele di unione tra amministrazioni separate del governo di allora, Guerrazzi-Montanelli. In seguito alla fuga del granduca di Toscana, Mordini fu nominato ministro degli esteri dal governo democratico in carica, a cui si era associato Mazzoni. Al ritorno di Leopoldo II dovette andare in esilio nel maggio 1849, e poi rifugiarsi a Londra. Dopo il 1853 si allontanò da Mazzini, con cui ruppe definitivamente nel 1856.

### La lotta pro Piemonte e prodittatore della Sicilia
Dal 1853 aveva iniziato a sviluppare idee di annessione del granducato di Toscana al Regno di Sardegna. Partecipò nel 1859 alla seconda guerra d'indipendenza nel corpo dei Cacciatori delle Alpi sotto Garibaldi e, dopo l'Armistizio di Villafranca, si recò a Torino per perorare l'annessione immediata della Toscana al Piemonte. Eletto, nell'agosto del 1859, deputato nell'Assemblea del granducato, continuò ad operare affinché fosse la stessa assemblea a decidere per l'annessione al Piemonte. Con il plebiscito del 12 marzo 1860, in aprile Mordini fu eletto deputato al Parlamento subalpino.
In giugno, partì per la Sicilia durante la spedizione dei Mille e incontrò Giuseppe Garibaldi a Monreale. Questi lo nominò tenente colonnello e presidente del consiglio di guerra a Palermo (20 giugno), auditore generale militare e in quanto tale membro dello stato maggiore dell'Esercito meridionale (3 settembre).
Il 17 settembre divenne prodittatore della Sicilia (fino al dicembre 1860) e convocò il plebiscito d'annessione.
Mantenne atteggiamenti di equilibrio tra gli annessionisti dell'Italia meridionale e i moderati autonomisti fino all'esito del plebiscito per l'annessione al regno d'Italia. Fu lui che a Palermo cedette formalmente l'isola il 1º dicembre a re Vittorio Emanuele II, riprendendo la carica di auditore generale dell'Esercito meridionale.
Nel febbraio 1861 fu eletto al neo Parlamento del Regno d'Italia, nel collegio di Palermo.

### L'arresto
Nel 1862 venne reinviato presso Garibaldi a Catania per sconsigliarlo dalla spedizione in Calabria, insieme con i deputati Nicolò Fabrizi e Salvatore Calvino, ma a Napoli il 27 agosto fu arrestato poiché ritenuto corresponsabile della giornata dell'Aspromonte, correlazione che si dimostrò infondata, e uscì con l'amnistia del 5 ottobre. Intanto in quel 1862 fu iniziato in Massoneria nella Loggia "Dante Alighieri" di Torino e nel 1864 fu eletto membro del Consiglio dell'Ordine del Grande Oriente d'Italia dall'Assemblea costituente massonica di Firenze, raggiunse il 33º ed ultimo grado del Rito scozzese antico ed accettato e fu membro del Gran Concistoro per la Valle del Po. 

### La nomina a ministro e senatore
Fu ininterrottamente eletto deputato del Regno d'Italia dal 1861 al 1896, e fu Vicepresidente della Camera dal 15 dicembre 1866 al 13 febbraio 1867. Fu nominato commissario regio nella città di Vicenza, abbandonata dagli austriaci, nel 1866.
Il 13 maggio 1869, nel gabinetto Menabrea, fu nominato ministro dei lavori pubblici, e rimase in carica fino al 14 dicembre 1869. Fu ancora Vicepresidente della Camera dal 5 dicembre 1870 al 11 agosto 1872.
Fu prefetto di Napoli dal 1872 al 1876. Nel 1890 rifiutò il dicastero degli Esteri che gli fu proposto da Crispi, e quindi attraversò lo Scandalo della Banca Romana (nel 1893) da presidente della Commissione dei Sette incaricata dell'inchiesta parlamentare, evento che portò alle dimissioni di Giolitti.
Nel 1896, infine, Mordini fu nominato senatore del Regno d'Italia.